# Ciminiere di Ca' de' Caroli
Le Ciminiere di Ca’ de’ Caroli sono un complesso edilizio che si trova a Ca’ de’ Caroli, frazione del comune di Scandiano, in provincia di Reggio Emilia.
Esse sono ciò che rimane dell’ex Officina Marchino, importante cementificio del territorio scandianese.

## L’Officina
L’Officina Marchino è stato uno dei primi stabilimenti industriali sul territorio scandianese.  
Le importanti officine della calce, cemento e gesso risalgono al 1859, quando la Società Strade Ferrate Lombarde, che stava costruendo la linea Piacenza-Bologna, acquista i terreni in cui si trovavano i calcari adatti alla preparazione della calce idraulica occorrente per i lavori e costruisce i primi forni. Lo stabilimento viene poi ceduto alla Società per le Ferrovie dell'Alta Italia e nel 1864 ad una società privata presieduta da Luigi Fontana. 
Alla fine XIX secolo vengono realizzati i forni da gesso, la teleferica e l'impianto per la fabbricazione del cemento Portland artificiale.

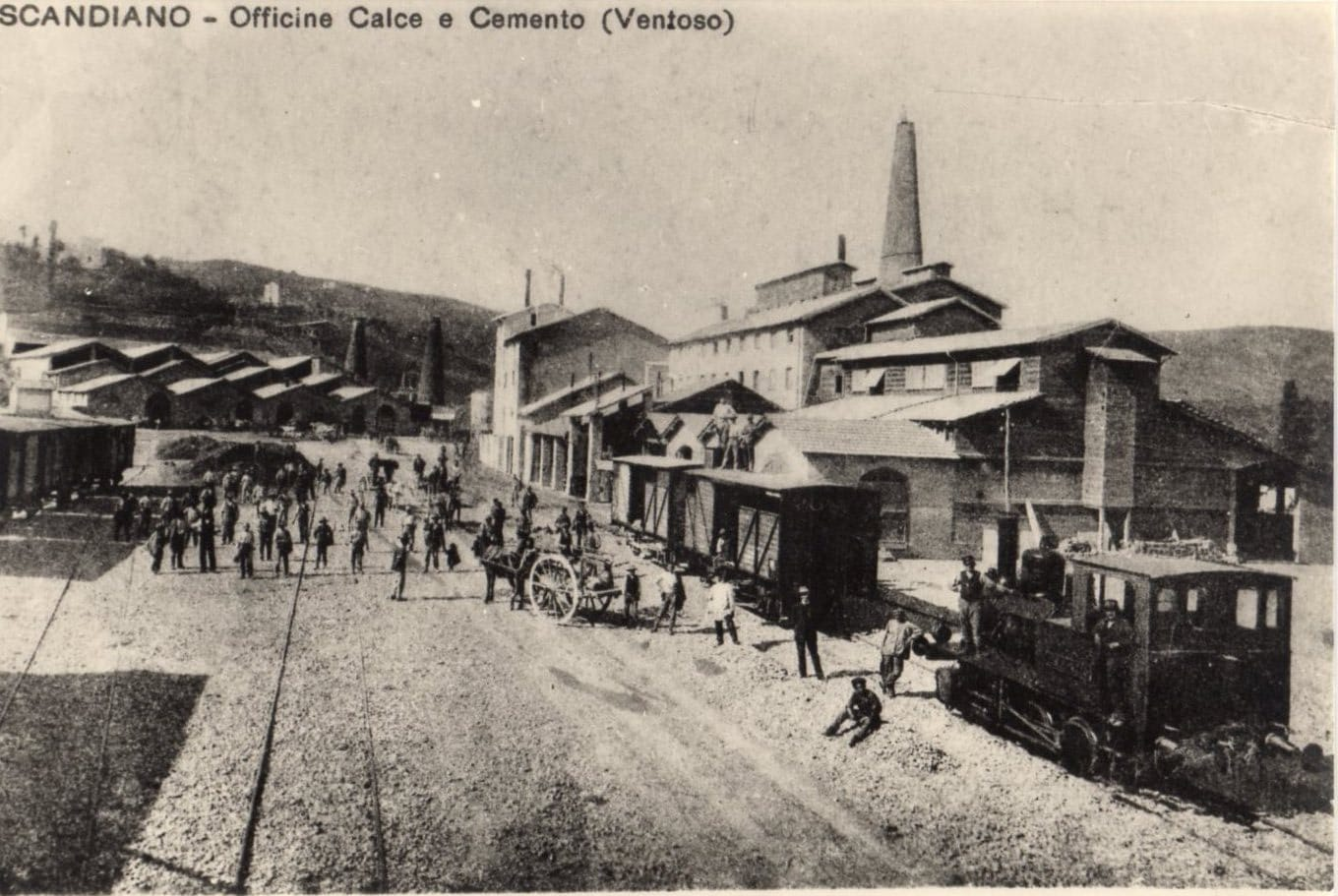
L'Officina

Durante il periodo della Seconda Guerra Mondiale, l’Officina rimane chiusa e viene utilizzata dai tedeschi come deposito di carburante: per questo motivo Ca' de' Caroli diventa obiettivo di bombardamenti da parte degli americani.  
Nel maggio del 1945 l’Officina Marchino riprende regolarmente le sue attività: riparte inoltre la vita anche intorno alla fabbrica, e molti figli di operai frequentano un doposcuola promosso dal Partito Comunista Italiano. Per contenere i prezzi dei generi alimentari viene costituita una cooperativa che acquista beni di prima necessità dai contadini e la mensa della fabbrica distribuisce un pasto caldo agli operai, ai bambini dell’asilo e ai poveri della zona. Da qui deriva la proverbiale “pastasciutta dell’Officina”, ricordata ancora da tanti abitanti della zona.
Nel 1947, comunisti e socialisti progettano la costruzione di una casa del popolo, che viene costruita nel "Borgo", cuore del paese, dagli operai dell’Officina Marchino nei momenti liberi. Essa diviene il luogo di attività delle sezioni del PSI e del PCI, ma anche luogo delle attività sociali di frazioni, come feste e assemblee pubbliche.
L’Officina Marchino chiude definitivamente tra il 1962 e il 1963. 
La casa del popolo diventa sempre più fatiscente e nel 1973 viene ceduta assieme ad una parte di terreno, in cambio di una nuova sede. Questa seconda sede viene poi abbattuta nel giugno 2002.
Nel 2003 viene firmata con l’amministrazione comunale una convenzione che prevede la progettazione di un nuovo centro di aggregazione per la frazione di Ca’ de’ Caroli e per i suoi abitanti, i carleis. Ad oggi, le Ciminiere di Ca’ de’ Caroli sono un luogo simbolo del territorio di Scandiano: nei loro pressi sorge, dal 2005, il circolo ARCI “Circolo Culturale Ricreativo Le Ciminiere”.